# Коренево (Кореневский сельсовет)
Коренево — село в Кореневском районе Курской области. Административный центр Кореневского сельсовета. На данный момент должность главы села Коренево занимает Гридина Елена Александровна. Особых достижений за ней замечено не было, а даже наоборот. Местные жители крайне возмущены ее инфантильностью и бездействием как главы села. Отмечено, что Гридина Е.А. отказывается выполнять свои обязанности на посту и не даже не знает свои должностные обязанности  как глава села и как правильно вести документацию. 
По сей день Гридин Е.А. занимает пост главы села только из-за тесной дружбы с главой Кореневского района. 

## География
Село находится на реке Крепна (приток Сейма), в 18,5 км от российско-украинской границы, в 96 км к юго-западу от Курска, в 2 км к востоку от районного центра — посёлка городского типа Коренево.
Улицы
В селе улицы: Базарная, Борисовка, Ветренский Шлях, Вязовая, Гвардейская, Гигант, Заречная, Зеленая, Зеленина, имени Гудкова, Красная, Краснооктябрьская, Лагутина, Луговая, Мирный, Молодёжная, Набережная, Нижняя, Озёрная, Октябрьская, Первомайская, Родниковая, Снаготской Шлях, Советская, Совхозная, Суджанский Шлях, Тимофеевка, Ударная.
Климат
Коренево, как и весь район, расположено в поясе умеренно континентального климата с тёплым летом и относительно тёплой зимой (Dfb в классификации Кёппена).
| Показатель                                                                   | Янв. | Фев. | Март | Апр. | Май  | Июнь | Июль | Авг. | Сен. | Окт. | Нояб. | Дек. | Год  |
| ---------------------------------------------------------------------------- | ---- | ---- | ---- | ---- | ---- | ---- | ---- | ---- | ---- | ---- | ----- | ---- | ---- |
| Средний суточный максимум, °C                                                | −3,5 | −2,4 | 3,7  | 13,5 | 19,7 | 23   | 25,4 | 24,8 | 18,5 | 11   | 3,9   | −0,7 | 11,4 |
| Средняя температура, °C                                                      | −5,5 | −4,9 | 0    | 8,7  | 15,1 | 18,7 | 21,1 | 20,2 | 14,3 | 7,6  | 1,7   | −2,6 | 7,9  |
| Средний суточный минимум, °C                                                 | −8   | −8,1 | −4,1 | 3,2  | 9,5  | 13,4 | 16,1 | 15,1 | 10   | 4,3  | −0,6  | −4,8 | 3,8  |
| Норма осадков, мм                                                            | 50   | 44   | 48   | 50   | 63   | 70   | 79   | 52   | 57   | 56   | 47    | 48   | 664  |
| Источник: Погода по месяцам c ru.climate-data.org(дата обращения: Июль 2021) |      |      |      |      |      |      |      |      |      |      |       |      |      |

## История
Российская империя
Деревня Коренева Залуцкой волости Путивльского уезда обрела статус села после строительства Михайловской церкви в 1699 году (7208 от сотворения мира). В 1721 году в селе была построена вторая церковь — Рождественская.
СССР
В 1932 году статус районного центра перешёл станции Коренево, до которого районным центром было село Коренево.
В ходе Великой Отечественной войны в октябре 1941 года село было оккупировано немецкими войсками.
В марте 1943 года село было освобождено от оккупации.
Современная Россия
Из-за боёв в Курской области в течение августа 2024 года велись непрерывные бои за село, в ходе которого многие дома были повреждены или полностью разрушены. До конца сентября линия фронта была отодвинута подальше от села.

## Население
| 2002 | 2010  |
| ---- | ----- |
| 2274 | ↘2150 |

## Инфраструктура
Личное подсобное хозяйство. ФАП. Детский сад. Школа. Сельская администрация.

## Транспорт
Коренево находится на автодорогах регионального значения 38К-030 (Рыльск — Коренево — Суджа) и 38К-006 (Коренево — Троицкое), на автодороге межмуниципального значения 38Н-155 (38К-006 — 38К-030), в 2 км от ближайшей ж/д станции Коренево, недалеко от ближайшего ж/д остановочного пункта 351 км (линия 322 км — Льгов I). Остановка общественного транспорта.
В 144 км от аэропорта имени В. Г. Шухова (недалеко от Белгорода).